# Tenema N'Diaye
Tenema N'Diaye (Bamako, 13 febbraio 1981) è un ex calciatore maliano, di ruolo attaccante.

## Palmarès

### Club

#### Competizioni nazionali
- Campionato maliano: 3

Djoliba: 1997, 1998, 1999
- Supercoppa del Mali: 1

Djoliba: 1997
- Coppa del Mali: 1

Djoliba: 1998
- Coppa di Lega tunisina: 2

Stade Tunisien: 2000
Sfaxien: 2003

#### Competizioni internazionali
- Champions League araba: 1

Sfaxien: 2000

### Individuale
- Capocannoniere del campionato tunisino: 1

2003-2004 (12 gol)